# Liechtenstein
Liechtenstein o més formalment el Principat de Liechtenstein (en alemany Fürstentum Liechtenstein), és un petit estat de l'Europa alpina que limita amb Suïssa a l'oest i Àustria a l'est. Constitueix un enclavament que, juntament amb Suïssa, no forma part de la Unió Europea. És un país sense sortida al mar i és conegut per ser un paradís fiscal i el país de parla alemanya més petit del món. Les seves relacions internacionals són coordinades amb Suïssa (estat en què té delegada la seva defensa militar).

## Història
El territori actual que comprèn Liechtenstein va ser part de la província de Rètia de l'antic imperi Romà. Durant segles, aquest territori, geogràficament allunyat dels interessos estratègics europeus, va contribuir poc a la història europea. Abans del govern de la dinastia actual, la regió era un recinte feudal d'una de les primeres línies de la dinastia dels Habsburg. La dinastia de Liechtenstein, que governa actualment té l'origen a la llunyana Silèsia.
La dinastia de Liechtenstein, que dona nom al Principat, era de les famílies nobles més poderoses d'Alemanya al final de l'edat mitjana. Malgrat això, i encara que posseïssin grans terrenys a Alemanya, aquests costosos territoris estaven donats en un règim feudal sota el domini de senyors feudals, principalment de la dinastia dels Habsburg. Per tant, sense tenir cap territori directament sota el mandat Imperial, la dinastia Liechtenstein no complia el requisit imprescindible per poder formar part del Reichstag.
El 1699 el príncep Johann Adam de Liechtenstein va comprar el domini de Schellenberg i el 1712 el comtat de Vaduz. En adquirir aquests dos comtats pretenia, d'aquesta manera, un lloc al govern del Sacre Imperi Romanogermànic. El 23 de gener de 1719 l'emperador Carles VI va decretar que els comtats de Vaduz i Schellenberg s'unissin per formar un principat amb el nom de Liechtenstein en honor del seu servent Anton Florian de Liechtenstein. És en aquest moment quan Liechtenstein es converteix en un estat sobirà del Sacre Imperi Romanogermànic. Irònicament, encara que, com a prova de la importància política que tenien aquestes compres de territoris, els Prínceps de Liechtenstein no van trepitjar els seus dominis del Principat fins diverses dècades més tard.
El 1806, el Sacre Imperi Romanogermànic va ser envaït per França. Aquest fet va portar grans conseqüències per a Liechtenstein. Les maquinàries legals i polítiques de l'Imperi es van ensorrar quan l'emperador va abdicar i el mateix Imperi es va dissoldre. El resultat de la dissolució va ser que Liechtenstein ja no tenia obligacions per a cap senyor feudal més enllà de les seves fronteres i el 1806 Napoleó va incorporar Liechtenstein dins la Confederació del Rin i el va reconèixer com estat sobirà, deixant des d'aleshores de ser un estat vassall d'Àustria. Això li va permetre estar present al Congrés de Viena. El 1825 Liechtenstein va entrar a formar part de la Confederació Germànica. Algunes publicacions modernes atribueixen, incorrectament, la sobirania de Liechtenstein a aquests successos. En realitat, el seu príncep es va convertir en l'únic senyor sobirà del Principat.
Fins al final de la Primera Guerra Mundial Liechtenstein estava fortament lligat amb Àustria, però la devastació econòmica causada per aquest conflicte va forçar el país a concloure una unió monetària i duanera amb Suïssa. Quan el 1936 l'Alemanya Nazi es va annexionar Àustria, el principat es va veure envoltat de territoris alemanys. No obstant això, es va recolzar en Suïssa per mantenir la seva neutralitat, encara que, durant el desenvolupament de la Segona Guerra Mundial, quan Hitler assolava Europa amb les seves conquestes va témer per la seva pròpia estabilitat. Per evitar una invasió va col·laborar amb l'Eix, sobretot a l'hora d'ingressar capital de dubtosa procedència als seus bancs.
El 1993 va arribar al poder el primer ministre més jove de la història de Liechtenstein, Mario Frick (28 anys), i el 2000 el país es va unir a l'Espai Econòmic Europeu (EEE), la qual cosa va obligar a redefinir certs punts de la unió duanera amb Suïssa, que no pertany a aquesta associació.

## Govern i política
Liechtenstein és una monarquia constitucional, encapçalada pel príncep o Fürst, actualment Hans Adam II de Liechtenstein, que va succeir al seu pare després de la mort d'aquest el 1989. La sobirania de l'Estat és compartida entre el príncep i els ciutadans, els quals escullen la formació del parlament. El parlament de Liechtenstein, el Landtag, està compost de 25 representants escollits pel poble. Una Cambra de Representants de cinc integrants és la responsable dels assumptes polítics diaris.
En un referèndum portat a terme l'1 de juliol de 1984, els homes votants van permetre a les dones el dret de votar a les eleccions nacionals (encara que no a les locals), donant suport el príncep Hans Adam, a favor d'aquest canvi de la legislació. Contràriament a altres monarquies constitucionals, la constitució de Liechtenstein assigna importants poders al príncep, el que ha produït que algun d'aquests poders causi certa controvèrsia en els últims anys. Entre aquests poders, el príncep pot vetar les lleis aprovades per la dieta.
No obstant això, en un referèndum popular dut a terme el març de 2003 va reforçar la posició constitucional de la dinastia regnant de Liechtenstein. Abans d'aquest referèndum, el príncep Hans Adam havia anunciat que ell i la seva família abandonarien Liechtenstein per anar a viure a Viena, a Àustria, deixant la possibilitat que Liechtenstein es convertís en una república si els poders de la seva dinastia no eren ratificats. El referèndum confirmaria la popularitat amb la qual comptaria la dinastia de Liechtenstein i la confiança que la majoria del poble de Liechtenstein diposita en el príncep Hans Adam com a líder.

## Geografia

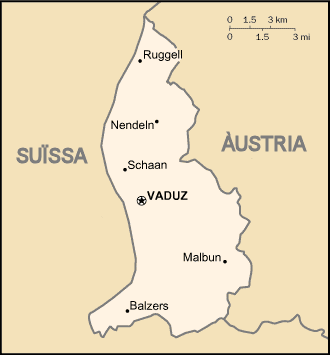
Mapa del Principat de Liechtenstein

Liechtenstein és a l'Europa Central, a la vall del Rin als Alps. Té una superfície de tan sols 160,477 km², cosa que el converteix en el quart estat més petit d'Europa i el sisè més petit de la terra. Les seves fronteres tenen una distància de 77,9 quilòmetres segons els darrers estudis fets el 2006, cosa que les fan 1,9 km més llargues del que es pensava fins al moment. 41,2 d'aquests quilòmetres són amb Suïssa, mentre 36,7 són amb Àustria.
El terreny és muntanyós en gairebé tota la seva extensió a causa dels Alps, amb la vall del Rin al seu terç oest. La part oriental del país es troba a una major altitud, i el seu punt més alt és el Grauspitz, de 2.599 metres, mentre el punt més baix es troba a Ruggell Riet, amb una cota de 430 metres.
Liechtenstein no té costa i, juntament amb l'Uzbekistan, és un dels dos únics països del món que no només no tenen sortida al mar, sinó que tampoc en té cap dels països amb els quals té frontera.
Com a recursos naturals, disposa d'una terra arable i per la seva forma muntanyosa i quantitat fluvial té potencial hidroelèctric. A causa de les seves condicions geogràfiques, a l'hivern s'hi poden practicar esports d'hivern.
El principat de Liechtenstein es divideix en 11 municipis anomenats Gemeinden (singular Gemeinde). La major part consisteix en una sola ciutat. Cinc dels Gemeinden s'inclouen dins del districte electoral Unterland (terres baixes), la resta són a l'Oberland (terres altes). La ciutat més habitada és Schaan.

## Clima
Tot i la seva localització alpina, els vents predominants del sud suavitzen el clima de Liechtenstein. El seu clima és continental, amb hiverns ennuvolats i freds, amb pluges i nevades freqüents. Els estius són freds tendint lleugerament a càlids, ennuvolats i humits.
El clima del país és relativament suau malgrat la seva ubicació entre muntanyes. Està fortament influït per l'acció del foehn (vent càlid i sec de tardor), de manera que el període de vegetació s'allarga a la primavera i la tardor i les temperatures properes als 15 °C, a causa del fort foehn, no són infreqüents ni tan sols a l'hivern. Les serralades de Suïssa i Vorarlberg protegeixen el país del fred polar i l'aire atlàntic, creant una capa protectora típica de l'interior alpí. El principat té horts amb prats frondosos i una llarga tradició vitivinícola. La petita superfície terrestre de Liechtenstein difícilment té un paper en les diferències climàtiques, però la divisió vertical en diferents altituds és de gran importància, de manera que es produeixen diferències climàtiques importants.
A l'hivern la temperatura poques vegades baixa de menys de 15 °C, mentre a l'estiu les temperatures mitjanes oscil·len entre els 20 i els 28 °C. La precipitació mitjana anual és d'entre 900 i 1.200 mil·límetres, però a la regió alpina sovint arriba fins als 1.900 mil·límetres. La insolació mitjana és d'unes 1.600 hores a l'any.

## Subdivisió administrativa
Liechtenstein, s'organitza administrativament en 11 comunes. Aquestes són:

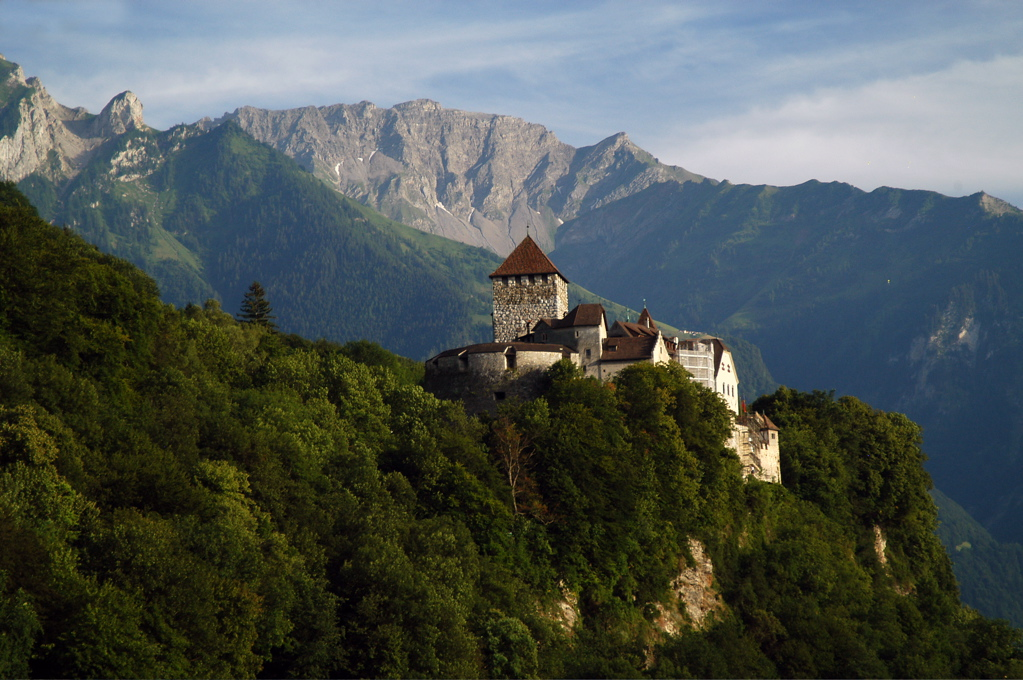
Castell de Vaduz

- Balzers
- Eschen
- Gamprin
- Mauren
- Planken
- Ruggell
- Schaan
- Schellenberg
- Triesen
- Triesenberg
- Vaduz (Capital i municipi)

## Economia
Malgrat la seva petita extensió i els seus recursos naturals limitats, Liechtenstein ha desenvolupat una economia pròspera, altament industrialitzada de lliure mercat amb un sector de serveis financers importantíssim i una forma de vida al mateix temps de les àrees urbanes dels seus veïns europeus més grans. Els baixos impostos dels negocis, amb un màxim d'un 18% i unes lleis d'incorporació al comerç molt permissives han portat a aproximadament 73.700 companyies a establir oficines nominals a Liechtenstein, el que suposa el 30% dels ingressos estatals.
Amb motiu d'un escàndol fiscal (2007) per l'evasió de capitals de ciutadans alemanys cap a Liechtenstein, s'ha posat de manifest que el sistema financer del país actua com un paradís fiscal. La Unió Europea es planteja exigir un major control sobre el seu sistema bancari, fins ara molt opac per permetre el funcionament de 75.000 fundacions els membres poden ocultar la seva veritable identitat (en un país de 35.000 habitants, un terç d'ells són estrangers). S'estima que de no comptar amb aquest recurs, es posaria en perill la seva pròpia supervivència econòmica, ja que els dipòsits bancaris a Liechtenstein pugen a 100.000 milions d'euros, la base d'un sector financer que arriba a la tercera part del PIB.
D'altra banda, hi ha facilitats per ocultar informació, ja que es permet guardar al màxim el secret bancari, per la qual cosa moltes nacions han pressionat el principat perquè faci reformes en el sistema financer per detectar i evitar l'evasió fiscal.
El país té una unió econòmica amb Suïssa, i empra el franc suís com a moneda nacional. Importa aproximadament el 90% de l'energia que consumeix. Liechtenstein és membre de l'Espai Econòmic Europeu (una organització que serveix de vincle entre l'Associació Europea de Lliure Comerç i la Unió Europea) des de maig de 1995. El govern està treballant per aconseguir ajustar la seva política econòmica a les directrius ja integrades a Europa.

## Demografia

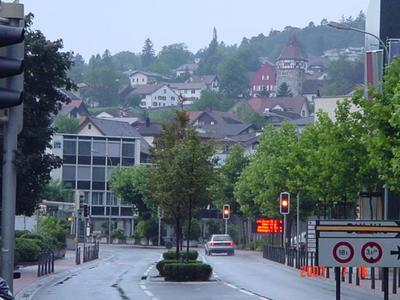
Vaduz, capital del país

Liechtenstein és el quart país més petit d'Europa, després de la Ciutat del Vaticà, Mònaco i San Marino. La seva població resident està composta per al voltant d'un terç d'estrangers, sobretot alemanys, austríacs i suïssos.
L'idioma oficial és l'alemany, encara que la majoria parla un dialecte alamànic.
En assumptes de religió, hi ha aproximadament un 76% catòlics romans, i un 7% de protestants.
A part del príncep, la persona més famosa de Liechtenstein és Hanni Wenzel, d'origen alemany, que va guanyar dos títols olímpics el 1980 en esquí alpí.

## Transport
Hi ha aproximadament 250 quilòmetres de calçada pavimentada a Liechtenstein, i 9,5 quilòmetres de ferrocarrils. Els ferrocarrils del país són administrats per l'empresa Ferrocarrils Federals Austríacs, com a part de la ruta entre Feldkirch (Àustria), i Buchs SG (Suïssa). Hi ha quatre estacions de tren a Liechtenstein, és a dir Schaan-Vaduz, Forst Hilti, Nendeln, i Schaanwald, les quals són servides per un servei de tren irregular, entre Feldkirch i Buchs. La ruta que passa per Liechtenstein és una línia de gran importància per al trànsit de trens, trens Eurocity travessen el territori sense parar a les petites estacions de Liechtenstein.
A Liechtenstein el bus és un subsidiari del sistema suís Postautobus, però controlat separadament, i s'uneix a la xarxa suïssa d'autobús a Buchs SG i a Sargans així com la ciutat austríaca de Feldkirch.
Hi ha 90 quilòmetres de camins de bicicleta marcats al país. El principat no té aeroport i el més proper és el de Zúric. A prop de Balzers hi ha un petit heliport, apte per a petits helicòpters.

## Art i cultura

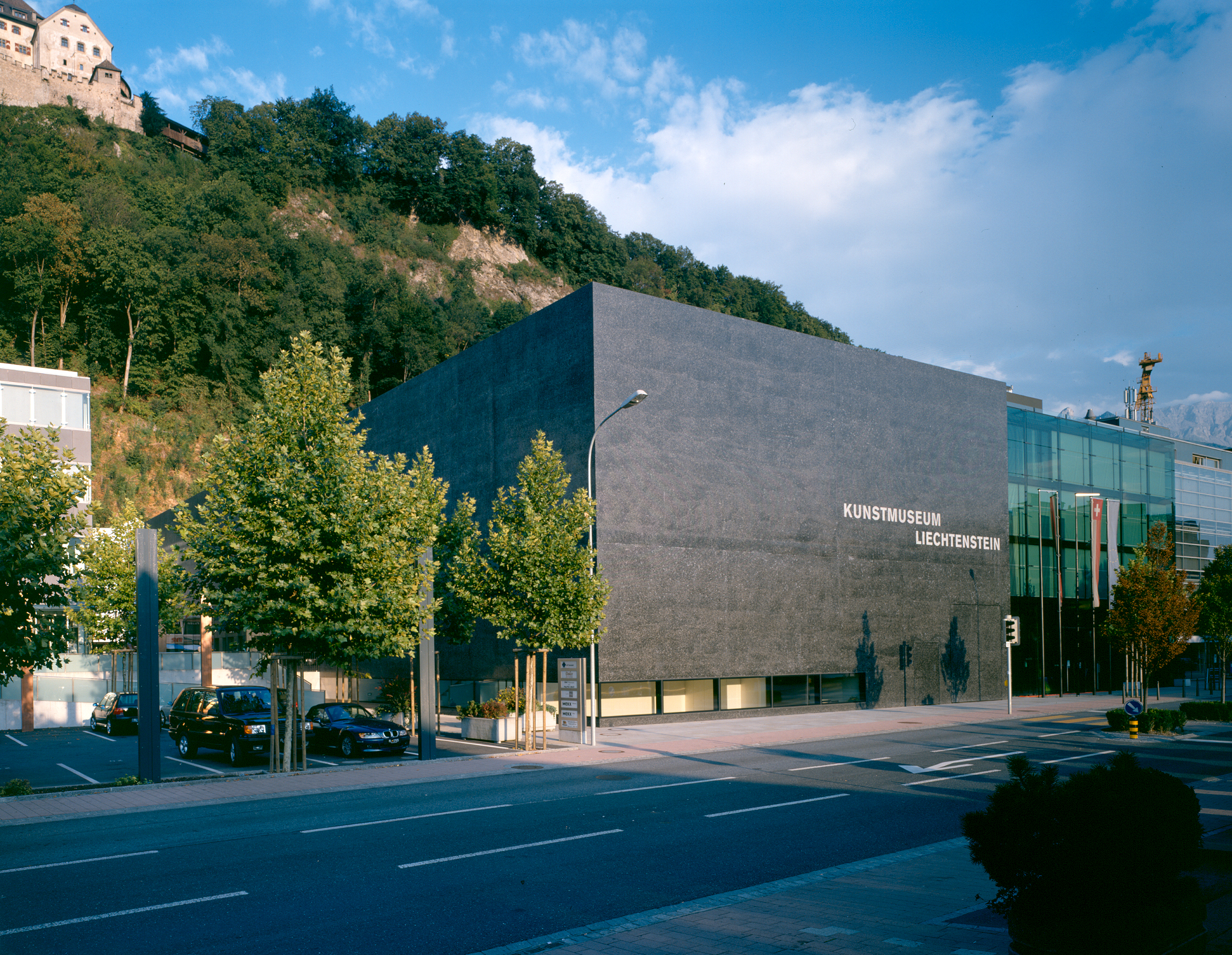
El Kunstmuseum Liechtenstein és un museu d'art modern i contemporani situat a Vaduz

L'estreta convivència de les tradicions rurals i l'intens intercanvi internacional que caracteritzen Liechtenstein posen les bases de la gran versatilitat de la seva vida cultural. Els concerts, el teatre, la dansa i el cabaret, els museus, les galeries i els tallers d'art atrauen als amants de la cultura i als aficionats a l'art de tota la regió.
D'altra banda, el país pateix influències culturals històriques de les àrees meridionals de parla alemanya, especialment Àustria, Suïssa i Baviera, la qual cosa fa que la seva tradició sigui alpina. La Societat Històrica del Principat compleix el rol de conservar la memòria històrica i preservar la cultura i les tradicions del país.
El museu més important és el Museu Nacional de Liechtenstein (Liechtensteinisches Landesmuseum) mostrant la història natural i cultural de l'Estat, amb algunes exhibicions noves presentades temporalment.
La col·lecció privada dels prínceps es troba al Museu Liechtenstein de Viena.
El Kunstmuseum Liechtenstein és una fita arquitectònica dels arquitectes suïssos Morgen, Degel i Kerez, que va ser inaugurat l'any 2000. La façana, construïda sense juntures amb formigó pigmentat, basalt, sobretot negre, i còdols de colors, ha estat tractada de tal manera que en la seva superfície es produeix un vivaç joc de reflexos. És un museu orientat a l'art modern i contemporani, que acull la col·lecció pública d'art de Liechtenstein i organitza exposicions temporals de fama internacional.

## Afers militars
Liechtenstein segueix una política de neutralitat i és un dels pocs països del món sense exèrcit, que va abolir el 1868, a causa del seu alt cost. D'acord amb la CIA World Factbook s'assenyala que la defensa de Liechtenstein és responsabilitat de Suïssa. No hi ha tractat de defensa descrit en les relacions bilaterals entre ambdós països, d'acord amb la pàgina web oficial de Liechtenstein.